# Adinayakanahalli, Tiptur
Adinayakanahalli là một làng thuộc tehsil Tiptur, huyện Tumkur, bang Karnataka, Ấn Độ.